# 7 juin
Pour les articles homonymes, voir Sept-Juin.
7 mai 7 juillet
Chronologies thématiques
- Croisades
- Ferroviaires
- Sports
- Disney
- Anarchisme
- Catholicisme

Abréviations / Voir aussi
- (° 1852) = né en 1852
- († 1885) = mort en 1885
- a.s. = calendrier julien
- n.s. = calendrier grégorien
- Calendrier
- Calendrier perpétuel
- Liste de calendriers
- Naissances du jour

Le 7 juin est le 158e jour, moins souvent le 159e, de l'année du calendrier grégorien ; il en reste ensuite 207.
Son équivalent était généralement le 19 prairial du calendrier républicain ou révolutionnaire français, officiellement dénommé jour du tilleul (l'arbre).

## Événements

### Vesiècle
- 421 : mariage de l'empereur Théodose II avec Eudoxie.

### XIesiècle
- 1002 : Henri II est élu roi de Germanie contre son cousin Othon de Carinthie.
- 1099 : début du siège de Jérusalem lors de la première croisade.

### XIVesiècle
- 1329 : David II devient roi d'Écosse.

### XVesiècle
- 1420 : les troupes de la république de Venise prennent Udine, mettant fin à l'indépendance du patriarcat d'Aquilée.
- 1494 : signature du traité de Tordesillas.

### XVIesiècle
- 1520 : début de l'entrevue du camp du Drap d'Or entre les rois de France François Ier et d'Angleterre Henri VIII.

### XVIIesiècle
- 1628 : signature de la pétition des droits, texte constitutionnel majeur instauré par Charles Ier d'Angleterre, et garantissant la sanction royale.
- 1654 : sacre de Louis XIV de France, qui est roi, de fait, depuis le 14 mai 1643.
- 1660 : Louis XIV accueille sa future épouse Marie-Thérèse d'Autriche à Saint-Jean-de-Luz près de la frontière basque espagnole[1].

### XVIIIesiècle
- 1776 : présentation au second Congrès continental de la Lee Resolution par Richard Henry Lee, secondé par John Adams, et qui préfigure le texte de la déclaration d'indépendance des États-Unis.
- 1788 : émeutes contre l'autorité du roi, durant la journée des Tuiles, à Grenoble.
- 1793 : bataille de Doué, pendant la guerre de Vendée.
- 1795 : fin du siège de Luxembourg.

### XIXesiècle
- 1833 : mariage de Léopold II de Toscane avec Marie-Antoinette de Bourbon-Siciles.
- 1880 : victoire chilienne sur le Pérou à la bataille d'Arica pendant la guerre du Pacifique (voir "Célébrations" ci-après).
- 1892 : Homer Plessy monte dans une voiture réservée aux Blancs, ce qui conduira à la décision Plessy v. Ferguson.

### XXesiècle
- 1905 : indépendance de la Norvège vis-à-vis de la Suède voisine ("Commémorations" ci-après).
- 1916 : chute du Fort de Vaux (première guerre mondiale en Europe).
- 1917 : bataille de Messines, lors de la Première Guerre mondiale.
- 1919 : émeutes maltaises contre l'occupation anglaise (voir "fête nationale" ci-après).
- 1929 : ratification des accords du Latran, qui matérialisent la naissance de l'État de la Cité du Vatican.
- 1936 : signature des accords Matignon à l'hôtel Matignon du président du conseil des ministres français à Paris entre l'État ("front populaire") et les syndicats patronaux et ouvriers (plusieurs avancées sociales en droit du travail)[2].
- 1938 : début de l'inondation du fleuve jaune.
- 1942 : 
  - fin de la bataille de Midway, lors de la Seconde Guerre mondiale, dans le Pacifique.
  - Le port de l'étoile jaune devient obligatoire pour discriminer les Juifs en France.
- 1948 : Edvard Beneš démissionne, après le coup de Prague, la Tchécoslovaquie devient un État communiste.
- 1962 : l'Organisation armée secrète incendie l'Université d'Alger, brûlant plusieurs centaines de milliers de livres.
- 1967 : les troupes israéliennes prennent le contrôle de Jérusalem, le cessez-le-feu israélo-jordanien prend effet le soir (guerre des six jours).
- 1973 : Juliana des Pays-Bas inaugure le port d'Eemshaven.
- 1981 : bombardement du réacteur nucléaire Osirak, par l'armée israélienne, lors de l'opération Opéra.
- 1982 : assassinat d'Erkut Akbay, attaché administratif turc en service à Lisbonne (Portugal), où le diplomate était en service.
- 1998 : début de l'affaire James Byrd, Jr.
- 2000 : tracé de la ligne bleue, entre le Liban et Israël.

### XXIesiècle
- 2001 : réélection au Royaume-Uni d'un gouvernement travailliste dirigé par Tony Blair ; fondation de l'Organisation pour la démocratie et le développement (GUAM).
- 2009 : dernier jour des élections européennes de 2009, tenues du 4 au 7 juin par les différents États membres.
- 2011 : résolution no 1983 du Conseil de sécurité des Nations unies, sur le maintien de la paix et de la sécurité internationales.
- 2012 : résolution no 2049 du Conseil de sécurité des Nations unies, sur la non-prolifération de l'armement.

## Arts, culture et religion
- 1660 : apparition de Saint-Joseph à Cotignac, une des très rares apparitions de saint Joseph officiellement reconnue par l'Église catholique[3].
- 1912 : encyclique Lacrimabili Statu du pape Pie X.
- 1933 :
  - première exposition d'objets surréalistes à la galerie "Pierre Colle" à Paris[4] ;
  - première représentation au théâtre des Champs-Élysées à Paris du ballet Les Sept Péchés capitaux composé par Kurt Weill sur des textes de Bertolt Brecht.
- 2000 : sortie de la chanson populaire francophone « L’envie d’aimer » et de sa comédie musicale écrin "Les dix commandements" au Palais des sports à Paris, par son interprète Daniel Lévi dans le rôle de Moïse déjà chanteur en 1993 du duo mixte « Ce rêve bleu » version francophone de la chanson du film d'animation « Aladdin » des productions Disney[5].

## Sciences et techniques
- 1742 : le mathématicien Christian Goldbach propose sa conjecture à Leonhard Euler.
- 2017 : la datation des restes humains du Djebel Irhoud fait reculer l’histoire d’Homo sapiens d’au moins 100 000 ans de plus en arrière du temps.

## Économie et société
- 1917 : Melvin Jones crée le Lions Clubs.
- 1968 : ouverture du Legoland Billund.
- 1991 : première grande explosion du volcan Pinatubo.
- 2001 : l'ex-président argentin Carlos Menem est arrêté pour « contrebande d'armes ».
- 2016 : un attentat dans le centre d’Istanbul, en Turquie, fait 11 morts.
- 2017 : deux attentats sont commis au Parlement de l'Iran puis dans le mausolée de l’ayatollah Khomeini à Téhéran et sont revendiqués par l’organisation dite de l'État islamique.
- 2021 : au Pakistan, une collision de trains fait 63 morts et 150 blessés[6].

## Naissances

### XVesiècle
- 1422 : Frédéric III de Montefeltro, condottiere italien, duc d'Urbino et gonfalonier épiscopal de 1444 à sa mort († 10 septembre 1482).

### XVIesiècle
- 1594 : César de Vendôme, grand amiral de France († 22 octobre 1665).

### XVIIIesiècle
- 1718 : Jean-François Joly de Fleury, homme d'État français († 12 décembre 1802).
- 1757 : Georgiana Cavendish, duchesse de Devonshire († 30 mars 1806).
- 1778 : George Brummell, pionnier du dandysme britannique († 30 mars 1840).
- 1787 : William Conybeare, géologue et paléontologue britannique († 12 août 1857).

### XIXesiècle
- 1811 : James Young Simpson, obstétricien écossais († 6 mai 1870).
- 1830 : Edward Middleton Barry, architecte anglais († 27 janvier 1880).
- 1837 : Charles-Alexis Chauvet, dit « le petit Bach » d'Argentan, organiste et compositeur français († 29 janvier 1871).
- 1840 : Charlotte de Belgique, impératrice du Mexique († 19 janvier 1927).
- 1845 : Leopold Auer, violoniste hongrois († 15 juillet 1930).
- 1848 : Paul Gauguin, peintre français († 8 mai 1903).
- 1865 : Hector du Poy, avocat, homme politique et militaire français († 2 septembre 1930)
- 1868 : Charles Rennie Mackintosh, architecte britannique († 10 décembre 1928).
- 1873 : Franz Weidenreich, anatomiste et paléo-anthropologue allemand († 11 juillet 1948).
- 1888 : Clarence DeMar, marathonien américain († 11 juin 1958).
- 1893 : Gillis Grafström, patineur suédois, triple champion olympique dans les années 1920 († 14 avril 1938).
- 1896 : Imre Nagy, homme politique hongrois, chef du gouvernement de 1953 à 1955, puis d'octobre à novembre 1956 († 16 juin 1958).
- 1897 : George Szell, chef d’orchestre américain d’origine hongroise († 30 juillet 1970).

### XXesiècle
- 1902 : Georges Van Parys, compositeur français de musique légère († 29 janvier 1971).
- 1905 : James J. Braddock, boxeur américain († 29 novembre 1974).
- 1906 : Glen Gray, saxophoniste et chef d’orchestre de jazz américain († 23 août 1963).
- 1909 : Jessica Tandy, actrice britannique († 11 septembre 1994).
- 1912 : Jacques Hélian, chef d’orchestre de music-hall français († 30 juin 1986).
- 1917 : Dean Martin, acteur et chanteur américain († 25 décembre 1995).
- 1919 : Roger Borniche, inspecteur de police et romancier français († 16 juin 2020).
- 1920 : Georges Marchais, homme politique français, secrétaire général du Parti communiste français de 1972 à 1994 et député de 1973 à 1997 († 16 novembre 1997).
- 1921 : 
  - Andrée Maillet, romancière et poète québécoise († 3 décembre 1995).
  - Alexandre de Marenches, officier et homme politique français († 2 juin 1995).
- 1922 : 
  - Leo Reise, joueur de hockey sur glace canadien († 26 juillet 2015).
  - Jacques Lataste, escrimeur français, double champion olympique († 10 novembre 2011).
  - Bob Martin, chanteur autrichien († 13 janvier 1998).
- 1923 : Jules Deschênes, juge québécois, juge en chef de la Cour supérieure du Québec de 1973 à 1983 († 10 mai 2000).
- 1925 : Ernestina Herrera de Noble, éditrice et femme d'affaires argentine († 14 juin 2017).
- 1926 : Jean-Noël Tremblay, homme politique québécois, député et ministre († 23 janvier 2020).
- 1927 : Frédérique Hébrard (née Chamson, épouse Velle), actrice et écrivaine française.
- 1928 : James Ivory, réalisateur américain.
- 1929 : John Turner, homme politique canadien, 17e Premier ministre du Canada du 30 juin 1984 au 17 septembre 1984 († 19 septembre 2020).
- 1931 :
  - Michel Le Milinaire, instituteur et conseiller pédagogique, puis footballeur et entraîneur français († 1er décembre 2023).
  - Virginia McKenna, actrice britannique.
  - Malcolm Morley, peintre et sculpteur britannico-américain († 1er juin 2018).
- 1933 :
  - Jean-Claude Roy, réalisateur et scénariste français († 13 décembre 2016).
  - Juan María Uriarte, prélat espagnol.
- 1934 : David Strangway (en), géophysicien canadien.
- 1935 : Harry Crews, écrivain américain († 28 mars 2012).
- 1938 : Ian St. John, footballeur écossais attaquant à Liverpool et en équipe d'Écosse (9 buts nationaux écossais) († 2 mars 2021).
- 1939 : Yuli Turovsky, violoncelliste et chef d’orchestre canadien d’origine russe, fondateur de l’orchestre de chambre I Musici de Montréal († 15 janvier 2013).
- 1940 : 
  - Lioudmila Belavenets, joueuse d'échecs soviétique, puis russe († 7 novembre 2021).
  - Tom Jones, chanteur britannique.
  - Samuel Little, tueur américain († 30 décembre 2020).
- 1942 :
  - Anneke Grönloh, chanteuse néerlandaise († 14 septembre 2018).
  - Patrick Le Lay, homme d'affaires et de télévision français († 18 mars 2020).
- 1943 : Ken Osmond, acteur américain († 18 mai 2020).
- 1944 : Sulochana Gadgil, climatologue et météorologue indienne.
- 1945 : Gilles Marotte, joueur de hockey sur glace québécois († 26 juillet 2005).
- 1947 : 
  - Thurman Munson, receveur de baseball américain († 2 août 1979).
  - Jacques Spiesser, acteur français.
- 1948 : Xavier Saint-Macary, comédien français († 13 mars 1988).
- 1949 : 
  - Jean Dufaux, scénariste belge de bande-dessinée.
  - Lewis Furey, auteur, compositeur, interprète canadien.
- 1951 :
  - Jacek Niedźwiedzki, joueur de tennis polonais († 27 octobre 2021).
  - Ralph Palmer, pair et homme politique britannique.
  - Terry O'Reilly, joueur et entraîneur de hockey sur glace canadien.
- 1952 :
  - Hubert Auriol, pilote de moto et d'auto français († 10 janvier 2021).
  - Liam Neeson, acteur américain.
  - Orhan Pamuk, écrivain turc, prix Nobel de littérature en 2006.
- 1953 : Johnny Clegg, auteur-compositeur-interprète et danseur sud-africain († 16 juillet 2019).
- 1955 : William Forsythe, acteur américain.
- 1957 :
  - Jérôme Lambert, homme politique français.
  - Gilles Poux, homme politique français.
  - Fred Vargas, romancière française.
  - Jo Vargas, peintre française et sœur jumelle de la précédente.
- 1958 : 
  - Prince (Prince Rogers Nelson dit), musicien, chanteur et producteur américain († 21 avril 2016).
  - Chen Weiqiang, haltérophile chinois, champion olympique.
- 1959 : 
  - Mike Pence, homme politique américain à la C.I.A., vice-président républicain sous la présidence Trump de 2017 à 2021.
  - Randall Lewis, lutteur américain, champion olympique.
- 1960 : 
  - Hirohiko Araki, mangaka japonais.
  - Jocelyne Sagon, lutteuse française.
- 1962 : 
  - Thierry Hazard, chanteur français.
  - Denis Vincenti, journaliste français, présentateur de météo.
- 1963 : Roberto Alagna, artiste lyrique français.
- 1965 : Jean-Pierre François, ancien footballeur puis chanteur français.
- 1966 :
  - Tom McCarthy, acteur, scénariste et réalisateur américain.
  - Stéphane Richer, joueur de hockey sur glace québécois.
  - Lionel Tardy, homme politique français, député de la 2e circonscription de la Haute-Savoie.
- 1967 : 
  - Marie-Pierre Duros, athlète de fond française.
  - Dominique Fraise, arbitre de football français.
- 1968 : Macha Grenon, actrice québécoise.
- 1969 : 
  - Alina Astafei, athlète roumaine spécialiste du saut en hauteur.
  - Joachim, prince de Danemark.
  - Kerstin Müller, rameuse d'aviron allemande, championne olympique.
  - Patrick Rolland, hockeyeur sur glace canadien.
- 1970 :
  - Cafú, footballeur brésilien.
  - Andreï Kovalenko, joueur de hockey sur glace russe.
  - Mike Modano, joueur de hockey sur glace américain.
- 1971 : Christian Camargo, acteur américain.
- 1972 : Karl Urban, acteur néo-zélandais.
- 1973 : Hatem Ghoula, athlète tunisien.
- 1974 : 
  - Mahesh Bhupathi, joueur de tennis indien.
  - Bear Grylls, aventurier anglais.
  - Giorgio Marengo, cardinal italien, préfet apostolique d'Oulan-Bator.
- 1975 : Allen Iverson, basketteur américain.
- 1976 : Sarah Lelouch, animatrice de télévision française.
- 1977 : Fabrice Éboué, humoriste et acteur français.
- 1978 : Adrienne Frantz, actrice américaine.
- 1979 : Anna Torv, actrice australienne.
- 1980 : Ed Moses, nageur américain, champion olympique.
- 1981 :
  - Anna Kournikova, joueuse de tennis russe.
  - Ema Shah, chanteuse, pianiste, guitariste, écrivaine et actrice koweïto-iranienne.
- 1983 : Mark Lowe, joueur de baseball américain.
- 1984 :
  - Nabil Aoulad Ayad, présentateur de télévision néerlando-marocain.
  - Tom Jarvis (Thomas Gregory Jarvis dit), bassiste du groupe Reverend And The Makers.
- 1985 : Margarita Matulyan, sculptrice arménienne.
- 1986 : Keegan Bradley, golfeur américain.
- 1987 : Steven Kruijswijk, cycliste néerlandais
- 1988 :
  - Michael Cera, acteur canadien.
  - Milan Lucic, joueur de hockey sur glace canadien.
- 1990 : 
  - Iggy Azalea, rappeuse et mannequin australienne.
  - Thomas James Brodie, joueur de hockey sur glace canadien.
  - Aurélie Muller, nageuse française.
  - Allison Schmitt, nageuse de compétition américaine.
  - Michael Stone, joueur de hockey sur glace canadien.
- 1991 :
  - Emily Ratajkowski, mannequin et actrice américaine.
  - Fetty Wap, rappeur et chanteur américain.
- 1992 :
  - Jordan Clarkson, basketteur américain.
  - Roukiéta Rouamba, écrivaine burkinabée
- 1993 :
  - George Ezra, chanteur anglais.
  - Jordan Fry, acteur américain.
  - Park Ji-yeon, actrice et chanteuse sud-coréenne du groupe T-ara.
- 1999 : Sacha Alessandrini, athlète française.

## Décès

### XIVesiècle
- 1337 : Guillaume Ier dit le bon, comte de Hainaut, de Hollande sous le nom de Guillaume III et de Zélande de 1304 à sa mort (° vers 1286).

### XVesiècle
- 1492 : Casimir IV Jagellon, roi de Pologne et grand-duc de Lituanie (° 30 novembre 1427).

### XVIIesiècle
- 1646 : Louis de Bersaques, arpenteur belge assermenté (° 12 août 1586).
- 1689 : Catherine-Henriette Bellier dite Cateau-la-Borgnesse, femme de chambre et confidente de la reine Anne d'Autriche, initiatrice sexuelle de Louis XIV, devenue baronne de Beauvais (° 1614).

### XVIIIesiècle
- 1799 : Victoire de France (° 11 mai 1733), dite Madame Victoire, fille de Louis XV, roi de France et de Navarre.

### XIXesiècle
- 1816 : Louis-Mathias de Barral, prélat français (° 26 avril 1746).
- 1840 : Népomucène Lemercier, poète français (° 21 avril 1771).
- 1843 : Friedrich Hölderlin, poète allemand (° 20 mars 1770).
- 1853 : Joseph-Norbert Provencher, missionnaire et évêque canadien (° 12 février 1787).
- 1861 : Patrick Brontë, vicaire et auteur britannique (° 17 mars 1777).
- 1867 : Hector Gerbais de Sonnaz, comte, général, homme politique et sénateur sarde d'origine savoyarde (° 3 juillet 1787).
- 1886 : 
  - Jules Devaux, diplomate belge (° 1er mai 1828).
  - Giuseppe Finzi, homme politique italien (° 17 février 1815).
  - Richard March Hoe, inventeur américain (° 12 septembre 1812).
  - Benjamin Lipman, rabbin français (° 9 octobre 1819).
  - Paul Augustin Serval, explorateur français (° 24 novembre 1832).
- 1894 : William Dwight Whitney, philologue américain (° 9 février 1827).

### XXesiècle
- 1916 : Émile Faguet, écrivain, critique littéraire et académicien français (° 17 décembre 1847).
- 1921 : Enrico Lionne, peintre et illustrateur italien (° 15 juillet 1865).
- 1925 : Matt Talbot, ouvrier, vénérable catholique, patron des alcooliques (° 2 mai 1856).
- 1927 : Edmund James Flynn, homme politique québécois, 10e Premier ministre du Québec de 1896 à 1897 (° 16 novembre 1847).
- 1929 : Henri Amiot, député français (° 2 août 1871).
- 1937 : Jean Harlow, actrice américaine (° 3 mars 1911).
- 1940 : Charles N'Tchoréré, militaire français (° 15 novembre 1896).
- 1954 : Alan Turing, mathématicien britannique (° 23 juin 1912).
- 1956 : Julien Benda, écrivain et philosophe français (° 26 décembre 1867).
- 1963 : ZaSu Pitts, actrice américaine (° 3 janvier 1894).
- 1965 : Judy Holliday, actrice américaine (° 21 juin 1921).
- 1966 : Jean Arp, sculpteur français (° 16 septembre 1886).
- 1967 : Dorothy Parker, femme de lettres américaine (° 22 août 1893).
- 1968 : Dan Duryea, acteur américain (° 23 janvier 1907).
- 1970 : Edward Morgan Forster, écrivain britannique (° 1er janvier 1879).
- 1980 : Henry Miller, écrivain américain (° 26 décembre 1891).
- 1983 : Denise Glaser, productrice française (° 30 novembre 1920).
- 1985 : Georgia Hale, actrice américaine (° 24 juin 1905).
- 1989 : William McLean Hamilton, homme politique canadien (° 23 février 1919).
- 1990 : Marcel Cabay, comédien et scénariste québécois d’origine belge (° 10 décembre 1921).
- 1991 : Antoine Blondin, écrivain français (° 11 avril 1922).
- 1995 :  Charles Ritchie (en), diplomate canadien (° 23 septembre 1906).
- 1997 : Jacques Canetti, producteur et directeur artistique français d’origine bulgare (° 30 mai 1909).
- 1998 : Thomas Narcejac (Pierre Ayraud dit), auteur français de romans policiers (° 3 juillet 1908).

### XXIesiècle
- 2001 : 
  - Víctor Paz Estenssoro, homme politique bolivien, président de 1952 à 1956, puis de 1960 à 1964 et enfin de 1985 à 1989 (° 2 octobre 1907).
  - Carole Fredericks, chanteuse américaine également francophone (° 5 juin 1952).
- 2002 :
  - Lilian Baels, princesse belge, deuxième épouse du roi Léopold III (° 28 novembre 1916).
  - Signe Hasso, actrice suédoise (° 15 août 1915).
- 2006
  - Monsieur Pointu (Paul Cormier dit), musicien canadien (° 10 mai 1922).
  - Abou Moussab Al-Zarqaoui, assassin islamiste (° 30 octobre 1966).
- 2008 : Dino Risi, réalisateur italien (° 23 décembre 1916).
- 2011 :
  - Angelino Fons, réalisateur et scénariste espagnol (° 6 mars 1936).
  - Marlene Hazle, informaticienne américaine (° 8 mai 1934)
  - Jorge Semprún, écrivain espagnol juré en France de l'académie Goncourt (° 10 décembre 1923).
- 2012 : Bob Welch, musicien américain du groupe Fleetwood Mac (° 31 août 1945).
- 2013 : Pierre Mauroy, homme politique français, Premier ministre de 1981 à 1984 (° 5 juillet 1928).
- 2014 : 
  - Fernandão, joueur puis entraîneur brésilien de football (° 18 mars 1978).
  - Jacques Herlin, acteur français  (° 17 août 1927).
- 2015 : Christopher Lee, acteur britannique (° 27 mai 1922).
- 2017 :
  - Michel Maillard, footballeur français (° 15 juillet 1952).
  - Charles-Eugène Marin, médecin psychiatre et homme politique canadien (° 29 octobre 1925).
  - Thierry Zéno, cinéaste et plasticien belge (° 22 avril 1950).
- 2018 : Oulton Wade, homme politique britannique (° 24 décembre 1932).
- 2020 : Hubert Gagnon, acteur et doubleur vocal québécois, voix de Homer Simpson pendant 27 ans  (° 29 septembre 1947).

## Célébrations

### Internationale
Journée mondiale des martinets.

### Nationales
- Argentine : día del periodista / « journée du journaliste »[8].
- Chili : journée des gloires de l'infanterie (es) commémorant la bataille d'Arica contre le Pérou en 1880 ci-avant.
- Malte (Union européenne à zone euro) : Sept Juin (en) / fête nationale commémorant les émeutes contre le pouvoir britannique en 1919 ( voir aussi 13 décembre comme en Suède via la veille 6 juin).
- Mexique : día de la libertad de expresión / « journée de la liberté d'expression »[9].
- Norvège (Europe) : fête[réf. nécessaire] de la dissolution de l'union commémorant la fin de l'union avec la Suède en 1905 (pas de jour férié afférent).
- Pérou : día de la bandera (es) / fête du drapeau commémorant la bataille d'Arica contre le Chili en 1880 ci-avant[10].

### Religieuses
Fêtes religieuses romaines : premier jour des Vestalia, fêtes du 7 au 15 juin en l'honneur de la déesse vierge Vesta.

### Saints des Églises chrétiennes

#### Saints catholiques et orthodoxes du jour
Référencés ci-après in fine, :
- Colman (VIe siècle), premier évêque et abbé de Dromore, monastère qu'il fonda dans le comté de Down en Irlande.
- Daniel de Scété dit « l'Ancien » († vers 420), ascète au désert de Scété en Égypte.
- Hunne († 679), laïque bourgonde.
- Marcellin du Puy (VIe siècle), évêque.
- Mériadec de Vannes († vers 656, 665 ou 666) -ou « Mériadeg », « Meriadocus », « Mereaducus »-, dit « le Gallois », évêque-abbé de Camborne en Cornouailles puis ermite à Stival près de Pontivy et enfin évêque de Vannes en Bretagne.
- Panaghis († 1888) -« Panaghis Bassa » ou « Paissios »-, instituteur puis hiéromoine sur l'île de Céphalonie, ascète, prophète et clairvoyant.
- Paul de Constantinople († 350), archevêque de Constantinople, emprisonné et étranglé en Arménie ; fêté le 6 novembre en Orient.
- Pierre de Cordoue († 851), prêtre, avec Vallabonse (ou « Vallabon »), diacre, Sabinien, Wistremond, Havence et Jérémie, moines, tous martyrs à Cordoue en Andalousie par la main de musulmans.
- Vulphis († vers 630 ou 643) -ou « Vulphy », « Wulphy »-, moine de l'abbaye de Saint-Riquier, ermite puis recteur de rue/Rue en Picardie.

#### Saints et bienheureux catholiques du jour
référencés ci-après :
- Anne de Saint-Barthélemy († 1626), bienheureuse espagnole originaire du diocèse d'Avila, secrétaire de sainte Thérèse puis prieure de Pontoise et de Tours, qui fonda ensuite le Carmel d'Anvers.
- Antoine-Marie Gianelli († 1846), évêque italien, fondateur de congrégation.
- Gilbert de Neuffonts († 1152), qui accompagna le roi de France Louis VII le jeune à la 2e croisade en 1146 puis de retour en Limagne décida avec sa femme sainte Pétronille et leur fille sainte Poncia de se consacrer à la religion chrétienne (voir 31 mai).
- Landolfo da Variglia (1070 -vers 1134), bienheureux, bénédictin à Pavie au monastère Saint-Michel-du-Ciel-d'Or puis évêque d'Asti.
- Marie-Thérèse de Soubiran († 1889), bienheureuse née à Castelnaudary, fondatrice de la congrégation de Marie-Auxiliatrice.
- Robert de Newminster († 1159), moine anglais, fondateur de l'abbaye de Newminster en Northumbrie.

#### Saints orthodoxes?
Outre les saints œcuméniques voire pré-schismatiques ci-avant, aux dates parfois "juliennes" / orientales ...
- Panaghis de Céphalonie († 1888), moine.

### Prénoms du jour
Bonne fête aux Gilbert, ses variantes les plus courantes : Gilberto et Guilbert ; leurs formes féminines : Gilberte et Gilberthe et anciennement Giselbert et Gislebert (voir 7 mai des Gisèle, variantes et autres Gigi & Gisou, entre Robert des 30 avril et Norbert de la veille 6 juin).
Et aussi aux : 
- Marie-Thérèse et ses diminutifs : Maïte, Maïté, Maïtée, Maïtena et Maïténa ;
- aux Meriadeg et ses variantes autant bretonnes : Méréadec, Mériadec, Meriadek, etc. (en cette veille de saint-Médard le 8 juin).

## Traditions et superstitions

### Astrologie
Signe du zodiaque : 17e jour du signe astrologique des Gémeaux.

## Toponymie
Les noms de plusieurs voies, places, sites ou édifices de pays ou régions francophones contiennent cette date sous diverses graphies : voir Sept-Juin .